# Modello del clima

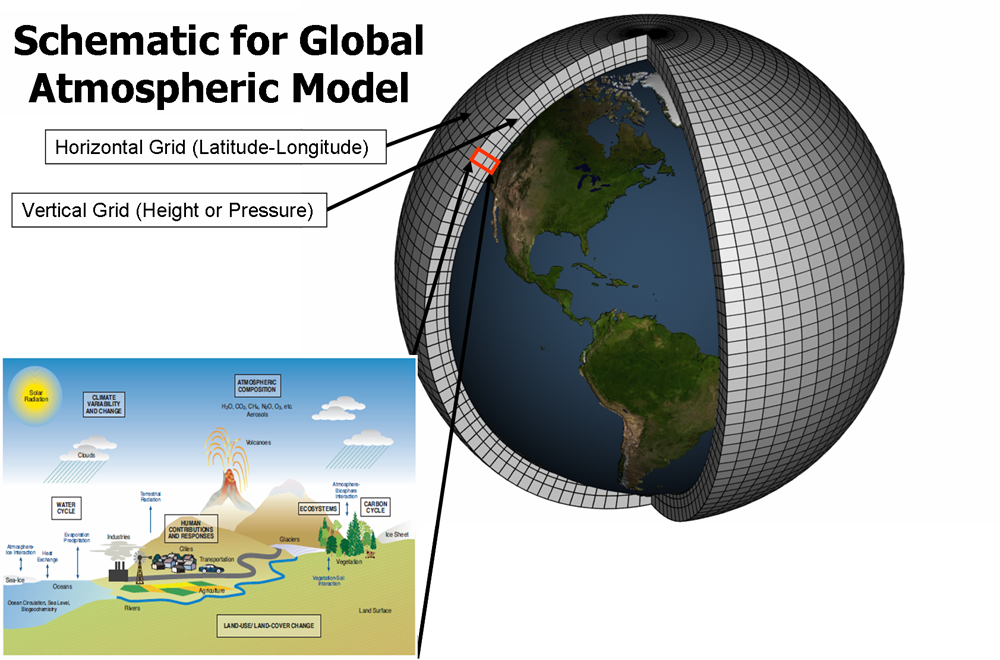
I modelli del clima sono sistemi di equazioni differenziali basati sulle leggi fondamentali della fisica, della dinamica dei fluidi e della chimica usati nelle simulazioni del clima (nell'immagine esempio di grigliato del modello)

In climatologia i modelli del clima (o modelli climatici) sono modelli fisico-matematici che descrivono il funzionamento del clima terrestre a livello globale o locale attraverso metodi quantitativi basati su equazioni differenziali per simulare le interazioni tra le componenti fondamentali del sistema climatico, tra cui l'atmosfera terrestre, gli oceani, la superficie terrestre, la biosfera e la criosfera. In particolare la modellistica climatologica è una branca della climatologia che esiste sin dagli inizi degli anni 60 del XX secolo, con i modelli creati (a volte utilizzati congiuntamente ai modelli oceanici) che vengono utilizzati per svariati scopi che vanno dallo studio delle dinamiche del clima passato alle proiezioni sul clima futuro nell'ambito dei mutamenti climatici della Terra.

## Descrizione

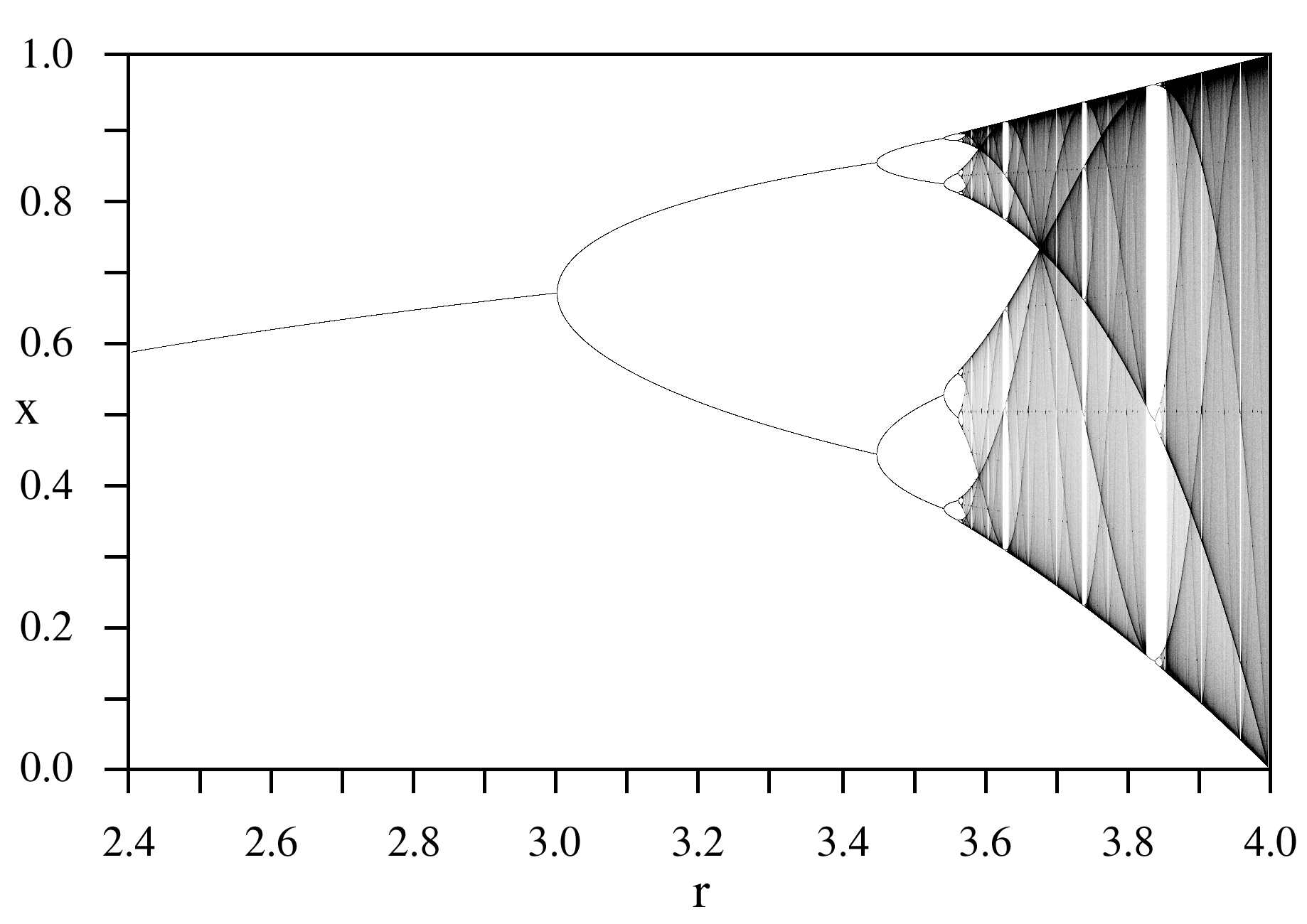
Biforcazioni in una mappa logistica.

L'evidente difficoltà di studio tramite riproduzione in laboratorio dell'intero sistema complesso climatico, come avviene invece per molti altri fenomeni fisici, e la necessità di tenere in considerazione tutti i processi rappresentativi in legame strettamente non-lineare ha portato via via i climatologi negli ultimi decenni ad un approccio di studio simulato, col ricorso a laboratori virtuali ovvero all'uso accoppiato di supercalcolatori e modelli matematici al fine di ottenere simulazioni sul clima passato e su quello futuro, preservando così, attraverso la validazione del modello sui dati passati, uno dei requisiti cardine della scienza fisica moderna qual è la riproducibilità galileiana dell'osservabile fisico nonché il superamento definitivo dell'approccio qualitativo con quello ben più rigoroso di tipo quantitativo pesando i contributi di ciascun fattore. 
Tutti modelli climatici prendono in considerazione sia la radiazione proveniente dal Sole sotto forma di radiazione elettromagnetica, principalmente nel visibile e nel vicino infrarosso, che la radiazione che lascia il nostro pianeta sotto forma di radiazione infrarossa a lunghezza d'onda maggiore. L'equilibrio è regolato dalle leggi della termodinamica e dà luogo alle variazioni di temperatura (vedi trasferimento radiativo).

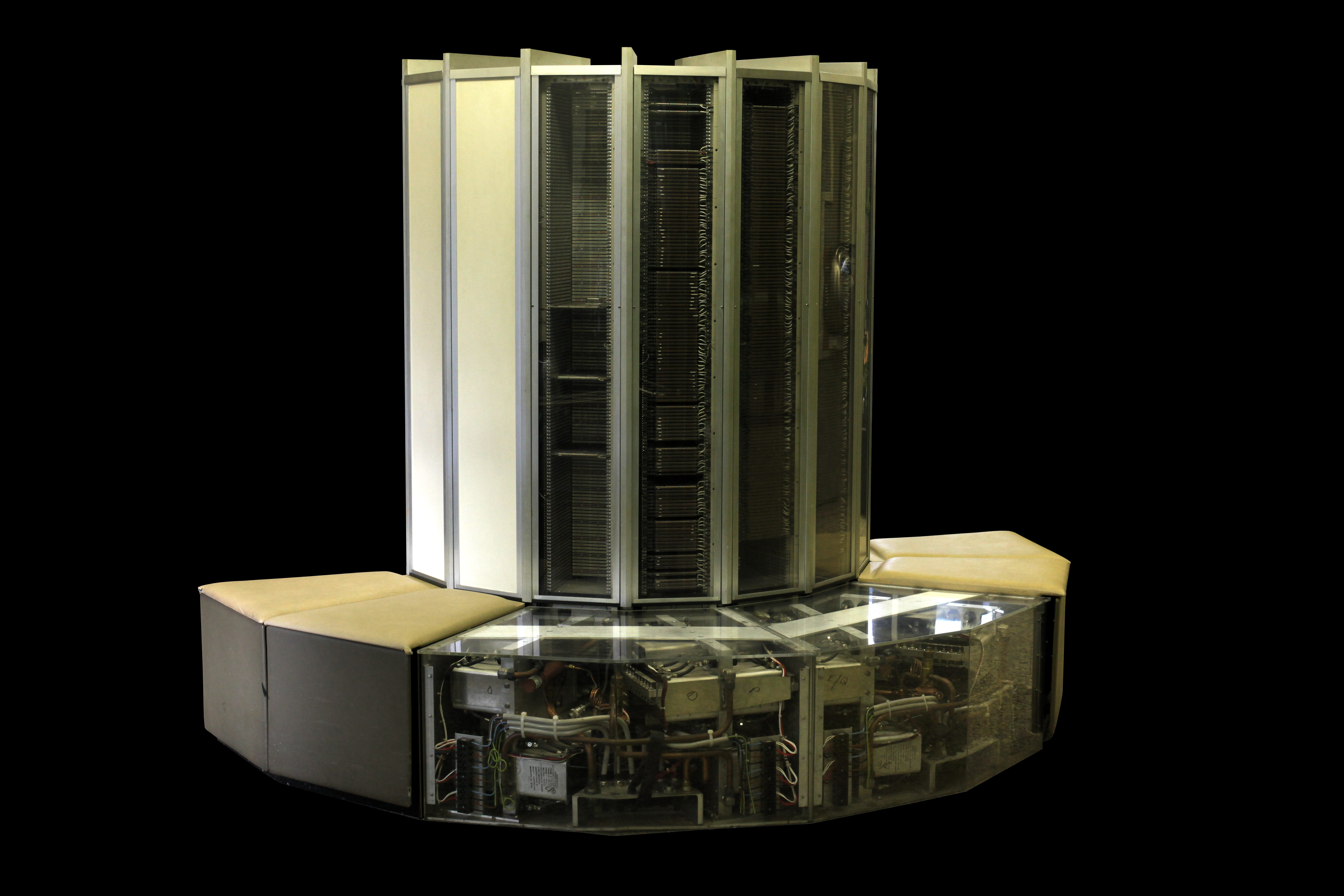
I supercomputer sono utilizzati tanto nelle previsioni meteorologiche tramite i modelli numerici di previsione meteorologica tanto nelle simulazioni del clima tramite i modelli climatici

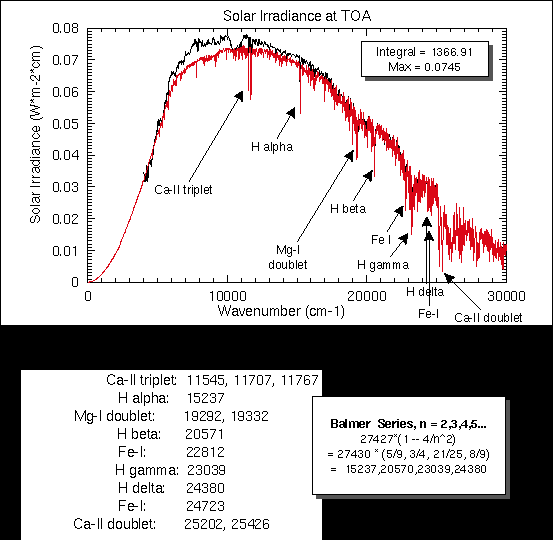
Irradianza solare alle soglie dell'atmosfera terrestre (TOA): la costante solare è la variabile principale di input dei modelli zero-dimensionali

Il trasferimento radiativo è inserito nei modelli ad una dimensione insieme alla convezione, raffinando dunque i modelli zero-dimensionali

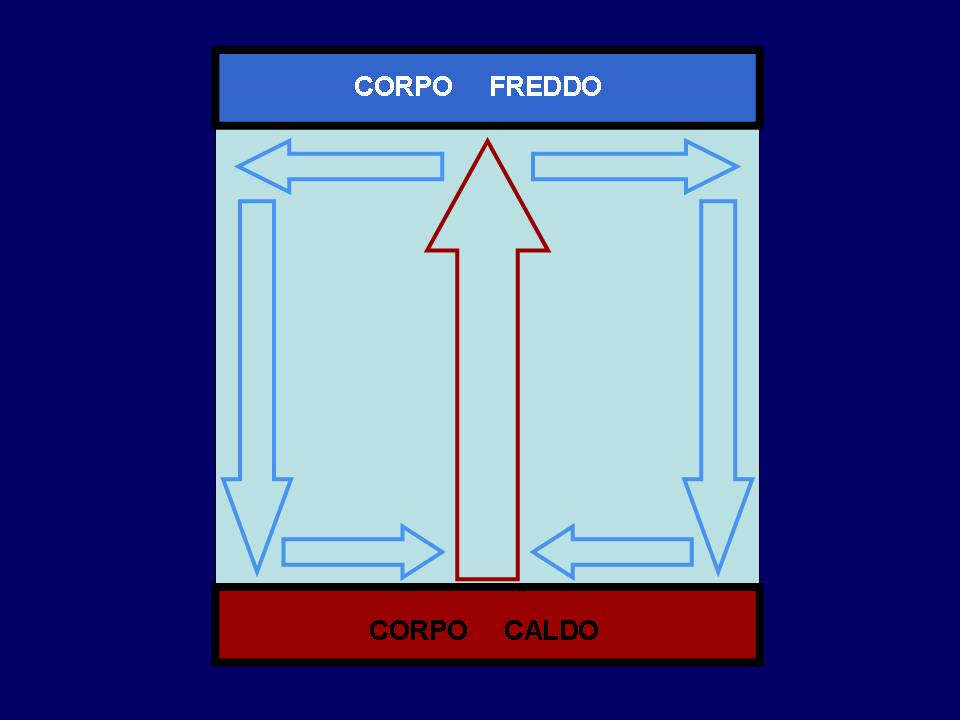
La convezione così come il trasferimento radiativo sono introdotte nei modelli zero-dimensionali per raffinare il modello climatico divenendo così ad una dimensione

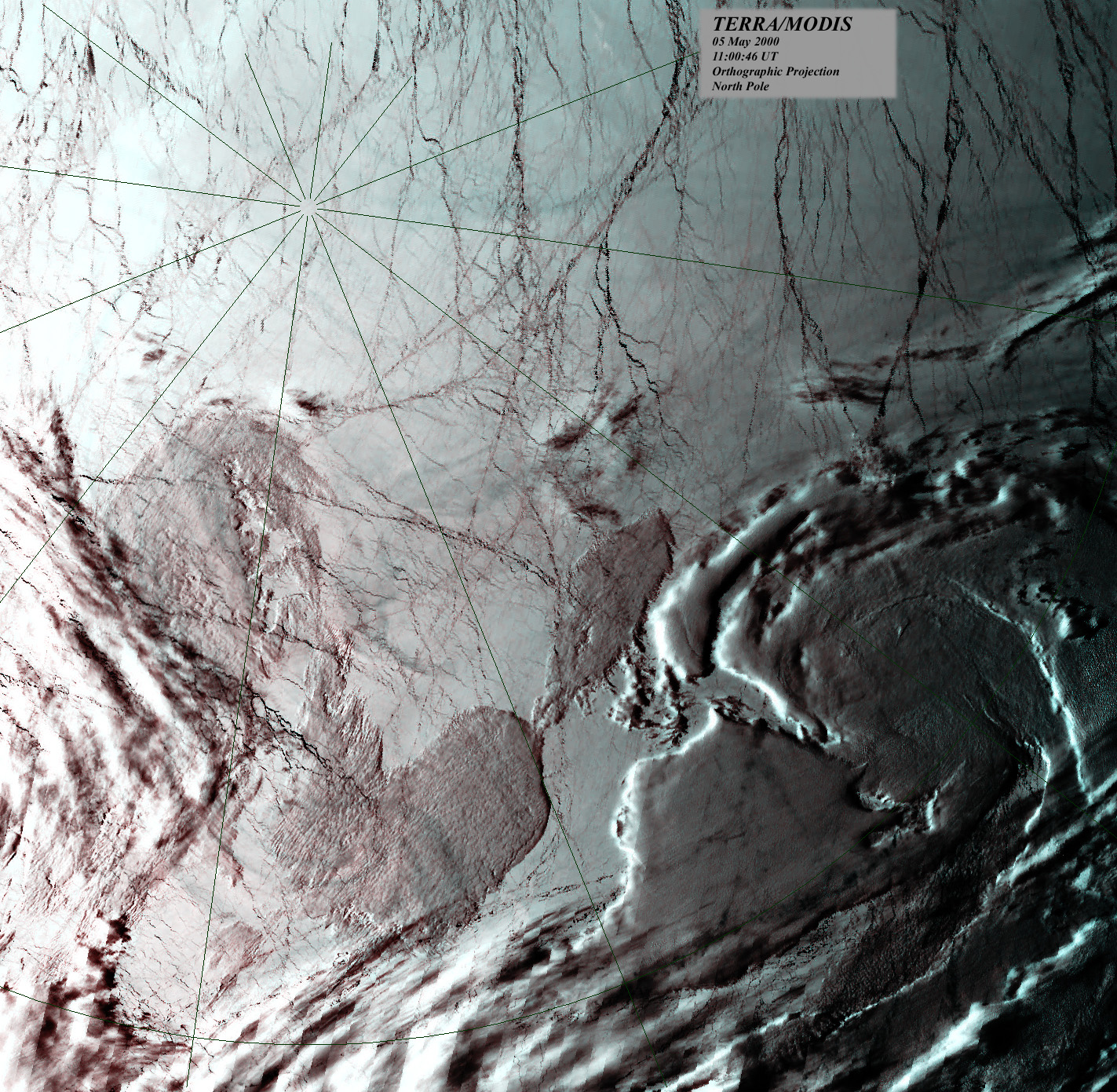
L'interazione criosfera-atmosfera per la modellizzazione del feedback ghiacci-albedo-ghiacci è inserito nei modelli ad alta complessità

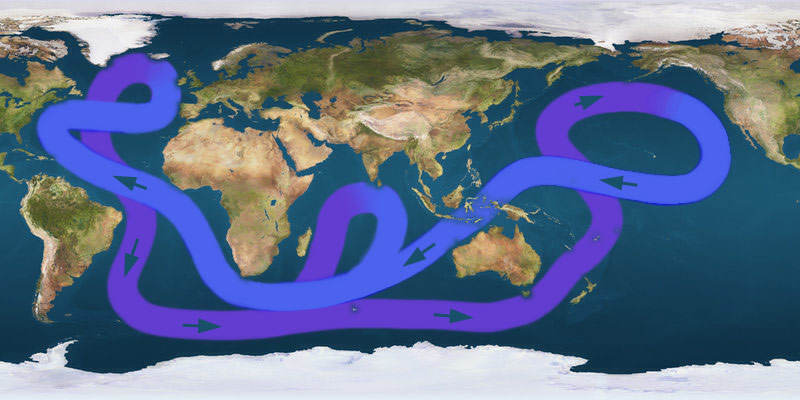
La Circolazione oceanica (strato superficiale) è inserita nei modelli ad alta complessità accoppiati oceano-atmosfera (AOGCM)

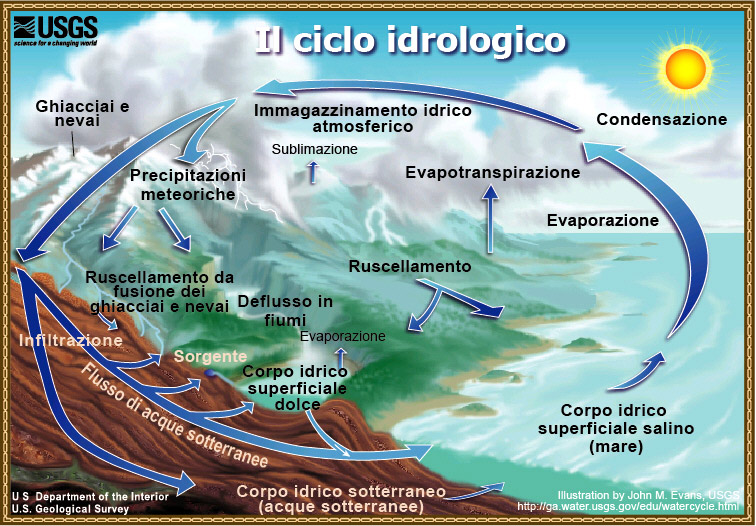
Il Ciclo dell'acqua è inserito nei modelli del clima ad alta complessità

I modelli climatici più evoluti cercano di tenere conto di tutti i fattori coinvolti nella regolazione del sistema climatico ovvero sono costruiti a partire dalla conoscenza dello stato dell'arte del funzionamento del clima tenendo conto delle leggi fisiche (es. irraggiamento, geofluidodinamica ecc...) e dei processi di retroazione. Questi modelli sono per costruzione simili ai modelli numerici di previsione meteorologica utilizzando set di equazioni simili, ma ne differiscono anche per aspetti sostanziali: essi rinunciano al livello di dettaglio spazio-temporale tipico delle previsioni meteorologiche (ad es. tramite linearizzazione), ma si concentrano sui dettagli significati all'analisi climatica ovvero la temperatura media e la piovosità media per controllare il trend a medio lungo termine dell'effetto serra e del ciclo dell'acqua fornendo dunque in uscita solo valori medi nel tempo delle grandezze fisiche atmosferiche. Alcuni processi significativi, ma troppo complessi o a scala molto ridotta vengono risolti attraverso le cosiddette parametrizzazioni. Tali modelli, una volta costruiti, girano su supercomputer e vengono validati sulla scorta dei dati climatici passati facendo girare il modello indietro nel tempo e verificando la bontà o meno del clima simulato con quello presente nelle serie storiche.
In particolare i modelli differiscono tra loro per la complessità della loro struttura:
- Il semplice modello basato sul trasferimento del calore radiante considera la Terra come un punto singolo con un'energia in uscita uniforme. Questo modello può essere espanso sia verticalmente (modelli radiativi-convettivi) che orizzontalmente.
- I modelli che accoppiano atmosfera-oceano-criosfera-circolazione risolvono in pieno le equazioni per il trasferimento energetico e di massa e per lo scambio termico.
- I modelli a box trattano il flusso attraverso e all'interno dei bacini oceanici.
- Altre modellizzazioni usano interconnessioni come l'utilizzo del territorio per valutare le interazioni tra clima e ecosistema.

Sul fronte strettamente implementativo, ovvero nell'applicazione del modello, gli scienziati suddividono il pianeta Terra in una griglia tridimensionale e valutano su di essa i risultati della computazione finale: i modelli atmosferici calcolano i venti, il trasferimento di calore, la radiazione solare, l'umidità relativa e l'idrologia superficiale all'interno di ogni griglia tenendo conto delle interazioni con i punti confinanti.

### Modelli a zero dimensioni
Un modello molto semplice per l'equilibrio radiativo della Terra è:
{\displaystyle (1-a)S\pi r^{2}=4\pi r^{2}\epsilon \sigma T^{4}}
dove
- a sinistra si ha l'energia proveniente dal Sole
- il membro destro rappresenta l'energia che lascia la Terra, calcolata con la legge di Stefan-Boltzmann assumendo come temperatura fittizia T, quella che viene talvolta chiamata "temperatura di equilibrio della Terra" e che deve essere trovata,

e
- S è la costante solare, cioè la radiazione solare incidente per unità di area, pari a circa 1367 W·m−2
- {\displaystyle a} è l'albedo media della Terra, pari a 0,3.[2][3]
- r è il raggio terrestre, circa 6,371×106m
- π = 3,141...
- {\displaystyle \sigma }, è la costante di Stefan-Boltzmann —circa 5,67×10−8 J·K−4·m−2·s−1
- {\displaystyle \epsilon }  è l'emissività della Terra, pari a circa 0,612

Il fattore comune πr2 può essere eliminato, dando
{\displaystyle (1-a)S=4\epsilon \sigma T^{4}}
Risolvendo per la temperatura,
{\displaystyle T={\sqrt[{4}]{\frac {(1-a)S}{4\epsilon \sigma }}}}
Questo produce un'apparente temperatura media effettiva della terra di 288 K (15 °C; 59 °F), che tiene conto anche delle nuvole e dell'atmosfera. L'impiego dell'emissività e dell'albedo tiene conto dell'effetto serra.
Questo modello molto semplice è molto istruttivo ed è anche l'unico che riesce a stare in un'unica pagina. È in grado di determinare facilmente l'effetto sulla temperatura media terrestre delle variazioni della costante solare, o di variazioni dell'albedo o dell'emissività della Terra.
L'emissività media terrestre può essere stimata facilmente dai dati disponibili. Le emissività delle superfici terrestri cadono tutte nell'intervallo 0,96-0,99 tranne per alcune piccole aree desertiche dove il valore può scendere a 0,7. Le nubi invece, che coprono in media metà della superficie terrestre, hanno un'emissività media di circa 0,5 (che va ridotta per la quarta potenza del rapporto tra la temperatura assoluta delle nubi e la temperatura media assoluta della Terra) e una temperatura media di circa 258 K (−15 °C; 5 °F). Tenuto conto di tutto si ottiene un'emissività effettiva della terra di 0,64 (con temperatura media della terra pari a 285 K (12 °C; 53 °F).

### Modelli radiativi-convettivi
Il modello zero-dimensionale appena descritto, che utilizza la costante solare e una data temperatura media della Terra, determina la reale emissività terrestre della radiazione a grande lunghezza d'onda emessa nello spazio. Questo può essere raffinato in verticale a un modello unidimensionale radiativo-convettivo, che considera due processi di trasporto dell'energia:
- transfer radiativo in upwelling e downwelling attraverso gli strati atmosferici che assorbono ed emettono radiazione infrarossa
- trasporto verso l'alto del calore per convezione (importante soprattutto nella bassa troposfera)

Rispetto al modello semplificato, i modelli radiativi-convettivi hanno il vantaggio di poter determinare gli effetti della variazione della concentrazione di gas serra sull'emissività effettiva e di conseguenza la temperatura superficiale. Sono però richiesti parametri addizionali per determinare l'emissività e l'albedo locali e per includere i fattori che muovono l'energia attorno alla Terra.
L'albedo dovuta al ghiaccio ha inoltre un effetto sulla sensibilità globale di un modello del clima radiativo-convettivo monodimensionale.

### Modelli a dimensioni superiori

Il ciclo del carbonio è inserito nei modelli ad alta complessità

Il modello zero-dimensionale può essere espanso per includere l'energia trasportata orizzontalmente nell'atmosfera. Si ottiene così il vantaggio di permettere una dipendenza razionale dell'albedo e dell'emissività locale dalla temperatura (cioè i poli possono essere ghiacciati e l'equatore caldo), ma la mancanza di vere dinamiche implica che deve essere specificato il tipo di trasporto orizzontale.

### Modelli di complessità intermedia
A seconda della natura delle questioni poste e della corrispondente scala temporale richiesta, si possono avere ai due estremi modelli concettuali più induttivi o modelli generali della circolazione che operano alla più alta risoluzione spaziale e temporale oggi disponibile. I modelli di complessità intermedia servono a colmare il divario tra i due estremi.

Un esempio è il modello Climber-3. La sua atmosfera è un modello statistico-dinamico 2,5-dimensionale con una risoluzione di 7,5° × 22,5° e un gradino temporale di mezza giornata; l'oceano è MOM-3 (Modello modulare dell'oceano) con un reticolo 3,75° × 3,75° e 24 livelli verticali.

### Modelli generali della circolazione (GCM) o modelli globali del clima
I modelli generali della circolazione trattano in modo separato le equazioni differenziali che regolano il moto dei fluidi e il trasferimento di energia; queste sono poi integrate in funzione del tempo. Diversamente dai modelli più semplici, i GCM dividono l'atmosfera e/o gli oceani in griglie di celle separate che rappresentano unità computazionali. Mentre i modelli più semplici fanno assunzioni miste, i processi interni a una cella (come la convezione) che avvengono su scale troppo piccole per essere risolte direttamente, vengono parametrizzate a livello della cella, mentre altre funzioni governano l'interfaccia tra le celle.
I GCM atmosferici (Modello generale della circolazione atmosferica o AGCM) modellano l'atmosfera e impongono la temperatura superficiale marina come condizione al contorno. I GCM accoppiati atmosfera-oceano (AOGCM come ad esempio HadCM3, EdGCM, GFDL CM.X, ARPEGE-Climat) combinano i due modelli. Il primo modello climatico generale della circolazione che combinava sia i processi atmosferici che quelli oceanici, fu sviluppato alla fine degli anni 1960 al Geophysical Fluid Dynamics Laboratory del NOAA.
Gli AOGCM rappresentano il vertice della complessità nei modelli climatici e analizzano quanti più processi è possibile. Tuttavia sono ancora in fase di sviluppo e rimango ancora alcune incertezze. Possono essere accoppiati a modelli di altri processi, come il ciclo del carbonio, per meglio modellizzare gli effetti di ritorno. Questi modelli integrati multisistema sono a volte chiamati "modelli del sistema Terra" o "modelli globali del clima".

### Modelli a rete neurale
Esistono a partire dagli anni 2000 anche dei modelli climatici basati sulle reti neurali artificiali.

## Critiche
Sono state avanzate diverse critiche che riguardano sostanzialmente l'incertezza nella stima della sensitività climatica, le cosiddette parametrizzazioni (approssimazioni di processi fisici alla scala del modello) e la completezza del modello nella descrizione del sistema climatico, nei suoi vari sottosistemi, con tutte le sue retroazioni. Il fisico delle particelle Antonino Zichichi ha criticato i modelli del clima sotto il profilo matematico, ma diversi climatologi hanno espresso il loro dissenso sulle affermazioni di Zichichi. Va notato che la quasi totalità delle critiche arriva da scienziati che non si sono mai occupati della fisica del sistema climatico e la cui competenza al riguardo è quantomeno discutibile.
Altri contestano sostanzialmente la validità del metodo predittivo utilizzato, così come l'affermazione che le cause del riscaldamento globale abbiano origine antropiche, ma l'IPCC e la comunità degli scienziati del climati è unanime sulla questione, che deriva da principi fisici fondamentali prima ancora che dalle predizioni dei modelli climatici. J. Scott Armstrong, professore in economia e statistica alla Wharton School, Università della Pennsylvania, propose nel 2007 ad Al Gore una scommessa di 10.000 dollari da destinare in beneficenza, che nel periodo dei dieci anni a venire le temperature del pianeta non sarebbero aumentate. Nonostante Armstrong abbia rivendicato la vittoria della scommessa, i dati dei termometri mostrano che nel periodo 2007-2020 il trend di riscaldamento è continuato in maniera inconfutabile, e tutti gli anni dell'ultima decade sono tra i 15 anni più caldi di sempre a livello globale. La scommessa di Armstrong è stata inoltre criticata dal meteorologo Gavin Schmidt, che l'ha descritta come una scommessa basata sul "rumore meteorologico (fluttuazione della temperatura) di anno in anno" piuttosto che sul cambiamento climatico. Per parlare di cambiamento climatico è infatti necessario effettuare misurazioni nell'arco di trent'anni: una valutazione nell'arco di dieci anni non è quindi significativa ai sensi del cambiamento climatico, ma solo delle variazioni del tempo meteorologico.